# كاتا كول
كاتالينا توماس كول لوش (من مواليد 23 أبريل 2001)، تُعرف باسم كاتا كول، هي لاعبة كرة قدم إسبانية محترفة تلعب كحارسة مرمى لنادي برشلونة للسيدات والمنتخب الإسباني.
في صيف عام 2018، عندما كانت تبلغ من العمر 17 عامًا، كانت ضمن قائمة المنتخب الإسباني تحت 17 سنة الذي تُوج بكأس العالم. وفي نفس العام، شاركت أساسية مع منتخب تحت 20 سنة في كأس العالم بفرنسا.

## مسيرتها الكروية
بدأت كاتا كول تلعب كرة القدم في سن السادسة في فريق سانت مارسال. كانت تلعب كمدافعة مركزية ثمّ تحولت لمركز حراسة المرمى في سن الحادية عشر. لعبت في فرق الأولاد حتى بلغت 14 عامًا، ثم وقّعت مع فريق للسيدات أتلتيك ماراتكسي، قبل أن تنتقل إلى كوليرينسي. في موسمها الأخير، كانت إحدى اللاعبات الأساسيات في تحقيق الصعود إلى دوري إيبردورلا، الذي أُحدث للمرة الأولى. بعد أن أصبحت أحد ركائز فريقها وتميزت بشكل ملحوظ، أثارت كول اهتمام أندية الدرجة الأولى، واختارت أخيرًا عرض نادي برشلونة. في يوليو 2019، أُعلن أنها وقعت عقدًا حتى عام 2023 وأنها ستلعب الموسم الأول على سبيل الإعارة إلى نادي إشبيلية في دوري الدرجة الأولى. بدأت كول الموسم بمشاركة الدقائق مع سارا سيرات ونويليا راموس، ولكن مع مرور المباريات، أصبحت حارسة المرمى الأكثر اعتمادا من قبل المدرب. في موسمها الأول في دوري الدرجة الأولى، لعبت كول 16 مباراة بالدوري.
في يوليو 2020، أكد نادي برشلونة عودة كول بعد أن لعبت انتهاء إعارتها. في أكتوبر 2020، لعبت كول في المرمى بعد إصابة ساندرا بانيوس التي أبعدتها عن الملعب لعدة أسابيع. ذكرت كول أن بانيوس كانت قدوتها عندما كانت طفلة. كانت كول حاسمة في مباراة الدوري ضد أتلتيكو مدريد، حيث تصدّت لركلة جزاء لتبقى النتيجة 0–0. ظهرت لأول مرة في دوري أبطال أوروبا في المباراة التأهيلية ضد أيندهوفن والتي فاز بها الفريق بأربعة أهداف مقابل هدف، في ديسمبر 2020 تعرضت لإصابة في المباراة ضد إشبيلية. وأفادت الخدمات الطبية بالنادي بأنها تعرضت لإصابة في الغضروف المفصلي في ساقها اليمنى. وفي نهاية شهر مارس، حصلت على التصريح الطبي.
وفي فبراير 2023، جدّدت عقدها مع النادي حتى يونيو 2026.

## دوليا
في عام 2016، عندما كان عمرها 15 عامًا، اختيرت للمشاركة في بطولة أوروبا تحت 17 سنة في جمهورية التشيك. وحصل الفريق على المركز الثاني بعد خسارته في المباراة النهائية أمام ألمانيا. في مايو 2018، كانت جزءًا من المنتخب الإسباني الذي لعب بطولة أوروبا تحت 17 سنة في ليتوانيا. هذه المرة، حقق المنتخب الإسباني اللقب بعد فوزه على ألمانيا في النهائي.
وفي نهاية العام نفسه، سافر المنتخب الإسباني إلى الأوروغواي للعب في كأس العالم تحت 17 سنة، وهناك حقق كأس العالم لأول مرة بعد فوزه على المكسيك في النهائي. وكانت كول إحدى المتألقات في البطولة بعد أن تصدّت لركلتي جزاء من ركلات الترجيح في نصف النهائي ضد كوريا والذي انتهى بالتعادل السلبي. وفي نهاية البطولة، حصلت على جائزة القفاز الذهبي، وهي الجائزة التي تُمنح لأفضل حارسة مرمى في البطولة.
في يناير 2020، استدعيت للمنتخب تحت 19 سنة للعب في المباريات التحضيرية لبطولة أوروبا تحت 19 سنة في أيرلندا. بسبب فيروس كورونا، أعلن الاتحاد الأوروبي لكرة القدم إلغاء البطولة.
في أغسطس 2018، كانت كول الحارسة الأساسية للمنتخب الذي شارك في كأس العالم تحت 20 سنة في فرنسا. وساهمت خلال البطولة بإنقاذها لركلة جزاء في الدور نصف النهائي ضد فرنسا. حقق المنتخب المركز الثاني في البطولة بعد خسارته في المباراة النهائية 1–3 أمام اليابان.
اختيرت ضمن قائمة المنتخب الإسباني المشارك في كأس العالم للسيدات 2023. بعد عدة مباريات على مقاعد البدلاء، ظهرت لأول مرة مع المنتخب الوطني في البطولة في مباراة دور ال16 ضد سويسرا، والتي فازت بها إسبانيا 5–1. بدأت أساسية في المباراة النهائية ضد إنجلترا، وأنهت المباراة بشباك نظيفة في الفوز 1–0 لتحصد اللقب.

## الإحصائيات

### النادي
اعتبارا المباراة الملعوبة في 19 نوفمبر 2023
| النادي          | الموسم        | الدوري        | الدوري | الدوري  | الكأس  | الكأس   | أخرى   | أخرى    | أوروبا | أوروبا  | المجموع | المجموع |
| النادي          | الموسم        | الدرجة        | الظهور | الأهداف | الظهور | الأهداف | الظهور | الأهداف | الظهور | الأهداف | الظهور  | الأهداف |
| --------------- | ------------- | ------------- | ------ | ------- | ------ | ------- | ------ | ------- | ------ | ------- | ------- | ------- |
| برشلونة         | الدرجة الأولى | 2019–20       | 0      | 0       | 1      | 0       | —      | —       | —      | —       | 1       | 0       |
| برشلونة         | الدرجة الأولى | 2020–21       | 7      | 0       | 3      | 0       | 0      | 0       | 1      | 0       | 11      | 0       |
| برشلونة         | الدرجة الأولى | 2021–22       | 8      | 0       | 0      | 0       | 0      | 0       | 1      | 0       | 9       | 0       |
| برشلونة         | الدرجة الأولى | 2022–23       | 3      | 0       | 0      | 0       | 0      | 0       | 0      | 0       | 3       | 0       |
| برشلونة         | الدرجة الأولى | 2023–24       | 5      | 0       | 0      | 0       | 0      | 0       | 1      | 0       | 6       | 0       |
| برشلونة         | المجموع       | المجموع       | 23     | 0       | 4      | 0       | 0      | 0       | 3      | 0       | 30      | 0       |
| إشبيلية (إعارة) | الدرجة الأولى | 2019–20       | 16     | 0       | 2      | 0       | 0      | 0       | 0      | 0       | 18      | 0       |
| المجموع الكلي   | المجموع الكلي | المجموع الكلي | 39     | 0       | 6      | 0       | 0      | 0       | 3      | 0       | 48      | 0       |

1. ↑  تشمل كأس الملكة  [لغات أخرى]‏
2. ↑  تشمل كأس السوبر الإسباني
3. ↑  تشمل دوري أبطال أوروبا

### دوليا
اعتبارا من المباراة الملعوبة في 1 ديسمبر 2023
| المنتخب الوطني | العام   | الظهور | الأهداف |
| -------------- | ------- | ------ | ------- |
| إسبانيا        |         |        |         |
| 2023           | 8       | 0      |         |
| المجموع        | المجموع | 8      | 0       |

## الإنجازات
نادي برشلونة
- دوري أبطال أوروبا للسيدات: 2020–21، 2022–23[24]
- الدوري الإسباني: 2020–21، 2021–22، 2022–23
- كأس الملكة: 2020–21، 2021–22
- كأس السوبر الإسباني: 2021–22، 2022–23

إسبانيا
- كأس العالم للسيدات: 2023

إسبانيا تحت 20
- كأس العالم للسيدات تحت 20 سنة: الوصيف2018

إسبانيا تحت 17 سنة
- كأس العالم للسيدات تحت 17 سنة: 2018

الجوائز الفردية
- القفاز الذهبي لكأس العالم للسيدات تحت 17 سنة: 2018

## وصلات خارجية
- كاتالينا كول على موقع قاعدة بيانات كرة القدم.إي يو (الإنجليزية)
- كاتالينا كول على موقع Soccerway.com (الإنجليزية)
- كاتالينا كول على موقع عالم كرة القدم.نت (الإنجليزية)